# Ma trận hoán vị
Ma trận hoán vị là một ma trận có được bằng cách hoán vị các hàng và/hoặc cột của một ma trận đơn vị n x n (In). Như vậy ma trận hoán vị là một ma trận vuông mà mỗi hàng và cột chỉ có một phần tử có giá trị '1', các phần tử còn lại có giá trị '0'.
Có tất cả n! hoán vị của một ma trận In.